# Bernhard Scheuble

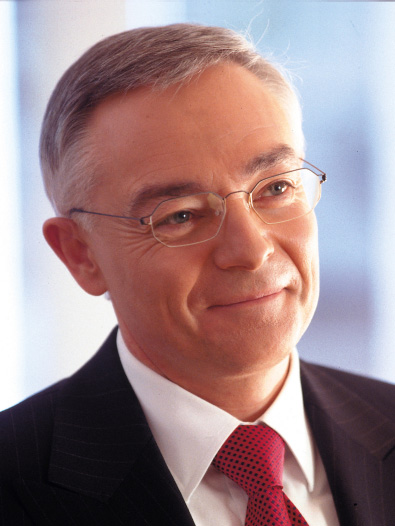
Bernhard Scheuble (2003)

Bernhard Scheuble (* 1953 in München) ist ein deutscher Physiker und Manager.

## Lebenslauf
Scheuble studierte in Freiburg Physik und fertigte seine Dissertation am Fraunhofer-Institut für Angewandte Festkörperphysik in Freiburg. Nach der Promotion arbeitete er noch einige Zeit als wissenschaftlicher Mitarbeiter am Institut, bevor er 1982 zur Merck KGaA nach Darmstadt ging, wo er Laborleiter im Bereich Flüssigkristalle wurde. 1986 ging Scheuble für Merck nach Japan, wo er ein Forschungszentrum für Flüssigkristalle aufbaute. 1990 kam er zurück nach Deutschland, wo er im Marketing tätig war. Scheuble wurde 1993 Leiter der Geschäftseinheit Flüssigkristalle. 1995 wechselte er innerhalb von Merck in den Unternehmensbereich Pharma und wurde Leiter der internationalen Pharmageschäftes von Merck. 1996 wurde er Chef der Sparte der verschreibungspflichtigen Arzneimittel (Originalpräparate, Ethicals) bei Merck. 1997 wurde Scheuble – parallel zu seiner Tätigkeit bei Merck – Honorarprofessor an der Universität Stuttgart. Im gleichen Jahr wurde Scheuble dann stellvertretendes Mitglied der Geschäftsleitung der Merck KGaA. Und ein Jahr später persönlich haftendes Mitglied der Geschäftsleitung des Unternehmens und als solches zuständig für das gesamte Pharmageschäft von Merck. Im Februar 2000 wurde er stellvertretender Vorsitzender der Geschäftsleitung und im Juli des gleichen Jahres als Nachfolger von Hans Joachim Langmann Vorsitzender der Geschäftsleitung der Merck KGaA. 2002 wurde er außerdem Mitglied der Geschäftsleitung der E. Merck oHG.
Beide Funktionen hatte Scheuble bis zum 20. November 2005 inne, als er überraschend „im gegenseitigen Einvernehmen“ den Vorsitz der Geschäftsleitung abgab. Sein Nachfolger wurde Michael Römer. Nach offizieller Darstellung des Unternehmens bestanden „klare Differenzen zwischen der Merck-Familie und Scheuble auf persönlicher Ebene“. Finanzielle Aspekte, unterschiedliche Meinungen über die Unternehmensstrategie beziehungsweise operative Entwicklung hätte es dagegen nicht gegeben.
Von 1. Oktober 2006 bis 30. April 2007 war Scheuble dann Vorstandsvorsitzender der Merz-Gruppe in Frankfurt. Man trennte sich nach nur sieben Monaten in „gegenseitigem freundschaftlichen Einverständnis.“
Scheuble ist Vorsitzender des Stiftungsrates des Japanisch-Deutschen Zentrums Berlin und Co-Vorsitzender des Deutsch-Japanischen Forums. Er ist Mitglied des Aufsichtsrates der Solvay AG in Brüssel und Mitglied des Hochschulrates der TU Darmstadt sowie der Hochschule für Musik und Darstellende Kunst Frankfurt am Main. 

## Auszeichnungen
Für seine Beiträge zur Entwicklung der Flüssigkristalle und der flachen Bildschirme wurde Scheuble von der University of Hull die Ehrendoktorwürde verliehen.
2015 wurde ihm der japanische mehrfarbige Orden der Aufgehenden Sonne am Band verliehen.